# 바반 시
바반 시(스코틀랜드 게일어: Baobhan sith)는 스코틀랜드 고지 설화에 등장하는 여성 흡혈귀로, 서큐버스 및 요정으로서의 특성도 일부 공유한다. 바반 시는 희생자를 공격하고 피를 흘리기 전에 희생자를 유혹하는 아름다운 여성으로 묘사된다. 비슷한 존재로 반시가 있다.

## 민속학
스코틀랜드 민속학자 도널드 알렉산더 매켄지에 따르면, 바반 시는 보통 발 대신 사슴 발굽을 지니며 이 사슴 발굽을 숨기기 위해 긴 녹색 드레스를 입은 아름다운 젊은 여성으로 나타난다. 다른 흡혈귀처럼 그녀는 인간 희생자의 피를 마시고 일출과 함께 사라지기도 한다. 또한 그녀는 뿔까마귀 또는 까마귀의 형태를 취할 수 있다.
사냥꾼들이 밤에 광야에서 공격받는다는 일반적인 주제로 바반 시에 대한 수많은 이야기가 있다. 매켄지에 의해 기록된 한 이야기에서, 사냥을 하러갔던 4명의 남자가 외롭고 외딴 오두막에 피신하여 밤을 보냈는데, 남자 중 한 명은 성악을 제공했고 다른 한 명은 춤을 추기 시작했다. 남자들은 파트너와 함께 춤을 추고 싶다는 욕구를 표명했고 그 직후 네 명의 여자가 오두막에 들어갔는데, 세 명은 보컬 옆에 앉은 채 춤을 추자 한 남자는 동료들에게서 떨어지는 핏방울을 발견하고 말들 사이에서 피난처를 찾아 오두막에서 도망쳤으며, 그의 흡혈귀 파트너는 그를 쫓았지만 그를 잡을 수 없었고, 낮이 되었을 때 그녀는 사라졌다. 그가 다시 오두막으로 들어가자 그의 세 친구들은 모두 피가 빠진 채 죽어있었다. 민속학자인 캐서린 브릭스는 바반 시가 말 발굽의 철 때문에 말 가운데에 있었던 네 번째 남자를 잡을 수 없다고 추정하였다. 철은 전통적인 요정의 약점이다.
비슷한 이야기에서 한 남자는 여자들이 발 대신 사슴 발굽을 하고 있다는 것을 알아차리고 그들에게서 도망쳤다. 그는 다음날 아침에 돌아와서 가슴이 열린 채 목이 잘린 다른 사냥꾼들의 모습을 발견했다.
세 번째 이야기에서 사냥꾼은 동굴에 피신했다. 각각의 남자들은 그날 밤 자신의 연인이 거기에 있었으면 좋겠다고 말했지만, 그의 검은개를 동반한 막피라는 이름의 한 사람은 아내가 집에 있는 것을 선호한다고 말했다. 그 순간 한 무리의 젊은 여성들이 동굴에 들어갔고, 그들의 연인을 원했던 남자들은 살해당했으며, 막피는 동굴에서 여성을 몰아내던 검은개에게 보호받았다.
이 이야기에서 반복되는 주제 중 하나는 사냥꾼이 여성 교제에 대한 열망을 표현한 직후에 바반 시가 나타난다는 것이다. 이것은 신의 보호를 요청하지 않고 밤에 소원을 빌면 그 소원이 끔찍한 방식으로 이루어질 것이라는 전통적인 스코틀랜드의 미신과 관련이 있다.

## 같이 보기
- 반시
- 사모빌라